# تلف الخلايا
تلف الخلايا (بالإنجليزية: Cell damage)‏
يمكن أن يحدث تلف الخلايا نتيجة ل مؤثر سلبي مما يعطل التوازن الطبيعي للخلايا المتضررة.تلف الخلايا له أسبابُُ عدة، يمكن أن يكون راجعا إلى عوامل لفيزيائية وكيميائية وبيولوجية وغذائية أو العوامل المناعية . تلف الخلية من الممكن أن يكون مؤقتا أو لا رجعة فيه. ويتوقف على مدى الإصابة، قد تكون الاستجابة الخلوية على التكيف على هذا التلف . حيثما كان ذلك ممكنا، يتم استعادة التوازن. لكن عند شدة الاصابه يحدث موت الخلايا.موت الخلايا يكون نسبة إلى كل من أ- طول التعرض لحافز الضار ب- شدة الضرر الذي ألحق بالخلية .
موت الخلايا له طريقتان اما عن طريق النخر أو موت الخلايا المبرمج . 

## الأسباب
العوامل الفيزيائية مثل الحرارة أو الإشعاع تسبب تلف الخلية حيث أنها تؤدي إلى تخثر محتويات الخلية .
ضعف المواد الغذائية، مثل نقص الأكسجين أو الجلوكوز، أو التقليل من إنتاج من أدينوسين ثلاثي الفوسفات (ATP ) قد يحرم الخلية من المواد الأساسية اللازمة لبقائها على قيد الحياة .

## أماكن الخطر في الخلية

### الحمض النووي
في الخلايا البشرية، سواء الأنشطة الأيضية الطبيعية أو العوامل البيئية مثل الأشعة فوق البنفسجية والأشعة الأخرى يمكن أن تسبب التلف في الحمض النووي، مما يؤدى إلى ما لا يقل عن مليون الآفات الجزيئية الفردية للخلية يوميا

### غشاء الخلية
تلف غشاء الخلية يؤثر على حالة تبادل الأيونات من وإلى الخلية مثل الكالسيوم والماغنسيوم والصوديوم، 
على سبيل المثال، عند تزايد الكالسيوم تتجه الخلية إلى الموت عن طريقة موت الخلايا المبرمج (بالإنجليزية: استماتة)‏

## أنواع تلف الخلايا
يمكن أن تتعافى الخلية بعد تلفها بمجرد إزالة الإجهاد أو في حالة حدوث التغيرات الخلوية التعويضية . قد ترجع الوظيفة كاملة للخلايا ولكن في بعض الحالات سيظل هناك أثر يعتمد على درجة الإصابة .

## شبه قاتل
من الممكن أن تتعافى الخلية بعدها. 

### تورم الخلوية
قد يحدث تورم الخلايا بسبب نقص الأكسجة الخلوية، الأمر الذي يؤثر على تبادل الصوديوم والبوتاسيوم عبر الغشاء الخلوي . هذا التلف من الممكن أن تتعافى منه الخلية عندما يتم القضاء على السبب. تورم الخلوي هو أول أعراض إصابة الخلايا، عندما يؤثر على العديد من الخلايا في الجهاز، فإنه يسبب بعض الشحوب، وزيادة التورم، وزيادة في وزن الجهاز . بينما على الفحص المجهري، يمكن أن يرى فجوات صغيرة واضحة داخل السيتوبلازم . التي بدورها تمثل قطاعات منتفخة ومقروصة في الشبكة الإندوبلازمية . ويسمى هذا النمط من إصابة غير قاتلة تغيير مائي (بالإنجليزية: Hydropic change)‏ أو انحطاط فجوي(بالإنجليزية:  vacuolar degeneration)‏ وتشمل التغييرات التركيبية للإصابة الغير القاتله للخليه تشويه الزغيبات (بالإنجليزية: microvilli)‏ • تخفيف مناطق الارتباطات بين الخلايا بالإضافة إلى التغيرات الميتوكوندريا واتساع الشبكة الإندوبلازمية.

### الاضطراب الدهني
عند تضرر الخلايا تكون غير قادرة على عمليات أيض (بالإنجليزية: metabolism)‏الدهون بشكل كاف مما يؤدي إلى تراكم فجوات صغيرة من الدهون وتصبح مشتتة داخل السيتوبلازم . قد يكون الاضطراب الدهني الخفيف ليس له تأثير على وظيفة الخلية؛ لكن الاضطراب الدهني يمكن أن يؤثر ويضعف وظائف الخلية . فمثلا تضخم خلايا الكبد نتيجة للاضراب الدهني قد يضغط على نفيق الصفراء المجاورة (بالإنجليزية: bile canaliculi)‏ ، مما يؤدى بدوره إلى ركود صفراوي (بالإنجليزية:  cholestasis)‏. اعتمادا على سبب وشدة تراكم الدهون، ولكن الاضطراب الدهني في الخلية هو تلف من الممكن أن تتعافى منه الخلية بشكل عام .

## قاتل
لا تتعافى منه الخلية مطلقا 

### النخر
يتميز نخر الخلية من تورم السيتوبلازم، والضرر الذي لا يمكن إصلاحه ل غشاء البلازما، وانهيار العضيات مما يؤدي إلى موت الخلية وتشمل مراحل النخر الخلوية تغلظ الكروموسومات (بالإنجليزية: pyknosis)‏وتقلص حجم نواة الخلية وتمزقها (بالإنجليزية: karyorrhexis)‏ .تفتيت النواة وتحطيم الكروماتين إلى حبيبات غير منتظمة ما يسمى انحلال النواة (بالإنجليزية: karyolysis)‏. بينما مكونات الخلية التي تحطمت نتسرب من خلال غشاء البلازما التالف إلى خارج الخلية مما يؤدي إلى ما يسمى بالاستجابة الالتهابية (بالإنجليزية: inflammatory response)‏. 

أنواع النخر
- النخر التجلطي
- نخر مميع
- التخثر الجبني
- التخثر الدهني
- نخر الورم الليفي
- نخر الغرغرينا

### موت الخلايا المبرمج
هو موت الخلايا المبرمج للخلايا غير هامة أو من الممكن أن تكون ضارة بالجسم .
وهي عملية تعتمد على الطاقة بوساطة الإنزيمات المحللة للبروتين (بالإنجليزية: caspases)‏الذي يؤدي إلى موت الخلايا من خلال شق وتحطيم بروتينات معينة في السيتوبلازم والنواة.و الخلايا الميتة تنكمش وتتكثف على هيئة أجسام ميته ومن ثم يتم تبديل سطح الخلية وذلك لعرض الخصائص التي تؤدي إلى البلعمة السريع بواسطة خلايا المناعة الضامة(بالإنجليزية: Macrophage)‏ أو الخلايا المجاورة. وخلافا لموت الخلايا النخرية الذي سبق ذكره، لا تلف للخلايا المجاورة في هذا النوع من الموت حيث أن عضيات الخلية ومنتجاتها يتم عزلها بأمان من قبل الأغشية (بالإنجليزية: cell membrane)‏.
في متوسط البالغين قرابة 50 و 70 مليار خلية تموت كل يوم بهذا النوع من الموت . أما عند تثبيط هذا النوع من الموت قد يؤدي ذلك إلى أنواع من السرطان، وأمراض المناعة الذاتية، والأمراض الالتهابية، والعدوى الفيروسية. على النقيض عمل هذا النوع من موت الخلايا بشكل مفرط يمكن أن يؤدي إلى أمراض الأعصاب والأمراض الدموية، وتلف الأنسجة.

## إصلاح الخلايا
عند تلف الخلايا سيحاول الجسم اصلاحها أو استبدالخلية لمواصلة الوظائف الطبيعية . ولكن إذا ماتت الخلية فسيكون على الجسم إزالتها واستبدالها بخلية صحية أخرى، أو ملء الفجوة بنسيج ضام لتوفير الدعم الهيكلي للخلايا المتبقية الصحيحة. والهدف من عملية الإصلاح هو ملء الفجوة الناجمة عن الخلايا التالفة للدعم الهيكلي . الخلايا الطبيعية تكون دائما في محاولة لتجديد الخلايا التالفة ولكن هذالن يحدث دائما . تتم هذه العملية عن طريق التكاثر اللاجنسي .

## التجديد
تجديد خلايا وظيفية، لكائن حي يمكن أن ينتج المزيد من الخلايا التي بدورها تحل محل الخلايا التالفة كما أن هذه العملية معنيه بالحفاظ على أجهزة وأنسجة الجسم سليمة والعمل بكامل طاقتها .

## الاستبدال
عندما لا يمكن إعادة تعويض خلية في الجسم سوف يحل محله نسيج ضام للحفاظ على وظيفة الأنسجة والأجهزة . عن طريق الخلايا اللحمية(بالإنجليزية: stromal cell)‏ وهي الخلايا التي تدعم الخلايا في أي جهاز مثل الخلايا الليفية، الخلايا المناعية، والخلايا الالتهابية وهي الأكثر شيوعا 

## التغيرات الكيميائية الحيويه التي تحدث نتيجة تلف الخلية
انخفاض ATP في الخلايا الذي يؤدي إلى:
1. فشل المضخات التي تستخدم الـ ATP كمصدر للطاقة
2. تبدأالخلايا التي تعرضت لانخفاض ATP لإجراء عملية الأيض اللاهوائي لاستخلاص الطاقة من الجليكوجين والذي يعرف باسم «تحلل» الغليكوجين.
3. ترتب على ذلك من انخفاض في درجة الحموضة داخل الخلايا، الذي يؤدي إلى استحداث عمليات انزيمية ضارة.
4. تغلظ الكروماتين النووي في وقت مبكر (بالإنجليزية: ‘Pyknosis)‏ ،ما يؤدي إلى موت الخلايا في نهاية المطاف.